# 238 a. C.
El año 238 a. C. fue un año del calendario romano prejuliano. En el Imperio romano se conocía como el año 516 ab urbe condita.

## Acontecimientos
- Desembarco en Gádir de Amílcar Barca subyugando la costa oriental de la península ibérica. Comienza el dominio territorial cartaginés en la península.[1]
- Consulados de Tiberio Sempronio Graco y Publio Valerio Faltón en la Antigua Roma.[2]
- Roma ocupa Córcega y Cerdeña.